# Paul Gauguin (nave)
La Paul Gauguin è una nave da crociera, costruita da Chantiers de l'Atlantique per la Services and Transports Tahiti. Nel 2004 venne venduta alla Regent Seven Seas Cruises, mentre nel 2010 alla Paul Gauguin Cruises. Opera principalmente nell'Oceano pacifico.